# Yevgeniy Maskinskov
Yevgeniy Ivanovich Maskinskov  (en russe : Евгений Иванович  Маскинсков ; né le 19 décembre 1930 à Aleksandrovka en Mordovie et décédé le 25 janvier 1985) est un athlète soviétique spécialiste du 50 kilomètres marche. Il était licencié au SKA Saransk.

## Carrière

### Palmarès
| Date | Compétition           | Lieu      | Résultat | Performance       |
| ---- | --------------------- | --------- | -------- | ----------------- |
| 1956 | Jeux olympiques d'été | Melbourne | 2e       | 4 h 32 min 57 s   |
| 1958 | Championnats d'Europe | Stockholm | 1er      | 4 h 17 min 15 s 4 |

### Records
| Épreuve              | Performance     | Lieu | Date |
| -------------------- | --------------- | ---- | ---- |
| 50 kilomètres marche | 4 h 08 min 57 s |      | 1956 |